# Ferenc Sidó
Ferenc Sidó, född 18 april 1923 i Vagpata i Slovakien, död 6 februari 1998 i Budapest i Ungern, var en ungersk bordtennisspelare.
1953 vann han singeltiteln i bordtennis-VM. Han spelade också i finalen i VM 1947, men då förlorade han mot Bohumil Váňa. 
Under sin karriär tog han 26 medaljer i bordtennis-VM varav 9 guld, 9 silver och 8 brons.

## Halls of Fame
- 1995 valdes han in i International Table Tennis Foundation Hall of Fame.

## Meriter
- Bordtennis VM
  - 1947 i Paris
    - 2:a plats Singel

  - 1948 i Wembley Arena, London
    - 3:e plats mixed dubbel (med Dóra Beregi)

  - 1949 i Stockholm
    - 1:a plats mixed dubbel (med Gizella Farkas)
    - 1:a plats med det ungerska laget

  - 1950 i Budapest
    - 3:e plats singel
    - 1:a plats dubbel (med Ferenc Soós)
    - 1:a plats mixed dubbel (med Gizella Farkas)
    - 2:a plats med det ungerska laget

  - 1951 i Wien
    - 3:e plats singel
    - 2:a plats dubbel (med József Kóczián)
    - 2:a plats med det ungerska laget

  - 1952 i Bombay
    - 1:a plats mixed dubbel (med Angelica Rozeanu)
    - 1:a plats med det ungerska laget

  - 1953 i Bukarest
    - 1:a plats Singel
    - 1:a plats dubbel med (med József Kóczián)
    - 1:a plats mixed dubbel (med Angelica Rozeanu)
    - 2:a plats med det ungerska laget

  - 1955 i Utrecht
    - 3:e plats singel
    - 3:e plats dubbel (med József Kóczián)
    - 3:e plats med det ungerska laget

  - 1957 i Stockholm
    - 3:e plats dubbel (med Elemér Gyetvai)
    - 2:a plats med det ungerska laget

  - 1959 i Dortmund
    - 2:a plats Singel
    - 2:a plats med det ungerska laget

  - 1961 i Peking
    - 2:a plats dubbel (med Zoltán Berczik)
    - 3:e plats med det ungerska laget

- Bordtennis EM
  - 1958 i Budapest
    - 2:a plats mixed dubbel (med Eva Kóczián)
    - 1:a plats med det ungerska laget

  - 1960 i Zagreb
    - 1:a plats dubbel (med Zoltán Berczik)
    - 1:a plats med det ungerska laget

- Swedish Open Championships
  - 1957 i Stockholm
    - 1:a plats dubbel (med Zoltán Berczik)
    - 1:a plats med det ungerska laget

  - 1958 i Stockholm
    - 2:a plats dubbel (med Elemér Gyetvai)
    - 2:a plats med det ungerska laget

- Internationella mästerskap
  - 1958 England
    - 1:a plats Singel
    - 1:a plats dubbel (med Zoltán Berczik)

  - 1962 Fribourg (Schweiz)
    - 1:a plats dubbel (med Zoltán Berczik)

- Ungerska mästerskapen - guldmedaljer
  - 1941 - 1:a plats mixed dubbel (med Sára Kolozsvári)
  - 1942 - 1:a plats mixed dubbel (med Sára Kolozsvári)
  - 1944 - 1:a plats mixed dubbel (med Gizella Farkas)
  - 1946 - 1:a plats dubbel (med Ferenc Soós)
  - 1947 - 1:a plats singel, 1:a plats dubbel (med Ferenc Soós)
  - 1948 - 1:a plats singel, 1:a plats dubbel (med Ferenc Soós)
  - 1949 - 1:a plats dubbel (med József Kóczián), 1:a plats mixed dubbel (med Gizella Farkas)
  - 1950 - 1:a plats dubbel (med Ferenc Soós), 1:a plats mixed dubbel (med Gizella Farkas)
  - 1951 - 1:a plats singel, 1:a plats dubbel (med József Kóczián), 1:a plats mixed dubbel (med Gizella Farkas)
  - 1953 - 1:a plats singel, 1:a plats dubbel (med József Kóczián)
  - 1954 - 1:a plats singel
  - 1955 - 1:a plats dubbel (med József Kóczián)
  - 1956 - 1:a plats mixed dubbel (med Gizella Farkas)
  - 1958 - 1:a plats mixed dubbel (med Éva Kóczián)
  - 1960 - 1:a plats dubbel (med Zoltán Berczik)
  - 1961 - 1:a plats dubbel (med Zoltán Berczik), 1:a plats mixed dubbel (med Éva Kóczián)